# 임숙영
임숙영(任叔英, 1576(선조 9)~1623(인조 1))은 조선 중기의 문신, 학자이다. 본관은 풍천(豊川)으로 초명은 상(湘)이고 자는 무숙(茂淑), 호는 소암(疎庵)이다. 광해군이 영창대군을 살해하려 하자 다리가 아프다는 핑계로 회의에 불참하였다. 이후 파직당해 외직을 전전하다가 인조 반정 이후 내직에 되돌아왔다.
관직은 사헌부지평에 이르렀고 인조실록 졸기에 따르면 천성이 곧고 지조가 개결하였다 전한다.
또 임숙영이 지은 통군정서(統軍亭序)는 중국학자들로부터 ‘천년 이래의 절조(絶調)가 다시 해외에서 나왔다.’고 극찬받았다.
교육에도 힘써 이경항 등 다수의 문인을 배출하였다.

## 미디어에서
- 서궁 - 김정훈